# Ricardo San Juan Llosá
Ricardo San Juan Llosá (València, 8 de setembre de 1908 - Madrid, 1 d'agost de 1969) fou un matemàtic valencià, acadèmic de la Reial Acadèmia de Ciències Exactes, Físiques i Naturals.

## Biografia
De petit marxà a viure a Toledo, on el seu pare era secretari de l'ajuntament. El 1928 es llicencià en matemàtiques a la Universitat Complutense de Madrid, on fou deixeble de Julio Rey Pastor. Fou professor auxiliar de d'anàlisi matemàtica la Universitat Complutense de Madrid, càrrec que va mantenir durant la guerra civil espanyola, en la que fou capità del cos d'enginyers aeronàutics. Superat el procés de depuració fou catedràtic d'anàlisi matemàtica a la Universitat Central de Madrid. El 1949 i 1955 va rebre el Premi Francisco Franco del CSIC, i fou cap de la Secció d'Anàlisi de l'Institut de Matemàtiques Jorge Juan del CSIC. El 1955 fou escollit acadèmic de la Reial Acadèmia de Ciències Exactes, Físiques i Naturals, ingressant l'any següent amb el discurs La abstracción matemática. També fou acadèmic corresponent de l'Acadèmia Nacional de Ciències de l'Argentina. Va morir a Madrid l'1 d'agost de 1969 i fou enterrat al cementiri de Toledo.

## Treballs
- Algunos teoremas sobre derivación de series asintóticas potenciales